# Новикова, Татьяна Сергеевна
Татья́на Серге́евна Но́викова (22 мая 1986, Ленинград) — российская дартсменка. Трёхкратная чемпионка России, победитель и призёр всероссийских и международных соревнований. Участник Кубка Европы WDF (2018). Мастер спорта России.

## Биография
Дартсом занимается с 2011 года.
Впервые стала чемпионкой России в 2018 году, победив в парном разряде вместе с Юлией Фроловой. В 2020 году выиграла командный чемпионат России в составе сборной Санкт-Петербурга. В 2023 году стала чемпионкой России в личном разряде, обыграв в финале Татьяну Исакову.
Играет 18-граммовыми дротиками.
Является первым игроком в дартс из Санкт-Петербурга, который смог победить на чемпионате России в личном разряде.
В 2018 году играла на Кубке Европы под эгидой Всемирной федерации дартса. В 1/32 финала уступила Марии О’Брайен из Англии со счётом 0:4.

## Вне спорта
Работает старшим специалистом по бюджетированию в экономической службе ГУП «Водоканал Санкт-Петербурга»

## Личная жизнь
Муж — Денис Новиков (1983), призёр чемпионатов России, председатель федерации дартса Санкт-Петербурга.

## Достижения

### Личные
- Чемпионка России (2023)
- Серебряный призёр Кубка России (2023)[7]

### Американский крикет
- Бронзовый призёр чемпионата России (2020, 2023)[8]

### Парные
- Чемпионка России (2018)
- Обладатель Кубка России (2023)[7]
- Вице-чемпионка России (2020, 2023)

### Микст
- Серебряный призёр Кубка России (2023)[7]
- Бронзовый призёр чемпионата России (2023)

### Командные
- Чемпионка России (2018)
- Вице-чемпионка России (2023[9])